# Oxymachaeris
Oxymachaeris is een geslacht van vlinders van de familie echte motten (Tineidae).

## Soorten
- O. euryzancla Meyrick, 1918
- O. niveocervina Walsingham, 1891
- O. zulella (Walsingham, 1881)